# Andrena rufoclypeata
Andrena rufoclypeata is een vliesvleugelig insect uit de familie Andrenidae. De wetenschappelijke naam van de soort is voor het eerst geldig gepubliceerd in 1936 door Alfken.